# 盧承欽
盧承欽（?—?），字曰俞，别号二惟，浙江紹興府餘姚縣匠籍。明末政治人物。

## 生平
萬曆四十年（1612年）舉壬子科浙江鄉試第四十一名，萬曆四十四年（1616年）登丙辰科進士，授中書舍人。天启时，谄附魏忠贤，由中书舍人擢御史。首劾罢户部侍郎孫居相等。天启五年二月，因言：“东林自顾宪成、李三才、赵南星而外，如王图、高攀龙等谓之副帅，曹于汴、汤兆京、史记事、魏大中、袁化中谓之‘先锋’，丁元荐、沈正宗、李朴、贺烺谓之‘敢死军人’，孙丕扬、邹元标谓之‘土木魔神。’请以党人姓名、罪状榜示海内。”魏忠贤喜，敕所司刊籍，凡党人已罪未罪者，悉列名其中。遂有《东林点将录》之出。天启六年閏六月，命御史卢承钦巡按真定，又巡按順天。官至太仆少卿卒。